# نانا ياماغوتشي
نانا ياماغوتشي (بالكانا:やまぐち なな) هي ممثلة يابانية، ولدت في 10 أغسطس 1938 في اليابان.

## أعمال

### أفلام
- (1975) الحورية الصغيرة
- (1976) كاندي كاندي

### مسلسلات
- كاندي كاندي

## وصلات خارجية
- نانا ياماغوتشي على موقع IMDb (الإنجليزية)
- نانا ياماغوتشي على موقع قاعدة بيانات الفيلم (الإنجليزية)
- نانا ياماغوتشي على موقع ANN person (الإنجليزية)